# در شکوفایی
در شکوفایی (به انگلیسی: In Bloom) نام ترانه‌ای از گروه سبک گرانج آمریکایی، نیروانا است که توسط کرت کوبین نوشته شده است. این ترانه خطاب به افراد خارج از موسیقی زیرزمینی است که پیام نیروانا را نفهمیده‌اند. نیروانا در سال ۱۹۹۰ اولین موزیک ویدئو خودش را برای یکی از اولین نسخه‌های ترانه در شکوفایی ساخت. با این حال انتشار ترانه تا سال ۱۹۹۱ و منتشر شدن دومین آلبوم گروه به نام مهم نیست، به تعویق افتاد. در شکوفایی چهارمین و آخرین تک‌آهنگ از این آلبوم بود که در اواخر سال ۱۹۹۲ منتشر شد. این ترانه یک موزیک ویدئو جدید داشت که تقلیدی از شوهای دهه ۶۰ میلادی بود. موزیک ویدئوی این ترانه برنده جایزه بهترین موزیک ویدئوی آلترنیتیو ام‌تی‌وی در سال ۱۹۹۳ شد.